# Arjan de Zeeuw
Adrianus „Arjan” Johannes de Zeeuw (ur. 16 kwietnia 1970 w Castricum, Holandia) – były holenderski piłkarz występujący na pozycji środkowego pomocnika lub obrońcy.

## Kariera
De Zeeuw rozpoczął profesjonalną karierę bardzo późno, w wieku 24 lat, po ukończeniu studiów medycznych. Od 1992 występował w holenderskim drugoligowym klubie Telstar (do 1994 jako amator), skąd w 1995 został sprzedany za 250 tys. funtów do angielskiego Barnsley F.C. W 1996 jego klub spadł z Premier League, jednak de Zeeuw był jednym z najlepszych jego graczy. Piłkarz dokończył swój kontrakt i w 1999 przeniósł się do Wigan Athletic (3. liga), gdzie szybko stał się kluczowym graczem formacji defensywnych. Po wygaśnięciu kontraktu z Wigan w 2002 przeniósł się do Portsmouth F.C., w którym grał w pierwszym składzie i wywalczył mistrzostwo Football League Championship oraz awans do Premier League. W premierowym sezonie klubu w Premiership de Zeeuw również grał bardzo dobrze, co zaowocowało objęciem funkcji kapitana po odejściu Teddy'ego Sheringhama do West Ham United w 2004 roku. Latem 2005, po kłótni z menedżerem Portsmouth Alainem Perrinem de Zeeuw powrócił do Wigan Athletic, grającego już w Premier League. Do końca sezonu 2006/2007 występował w pierwszym składzie klubu z Wigan i pełnił funkcję jego kapitana, a następnie za darmo przeszedł do Coventry City, z którym podpisał roczny kontrakt. W sezonie 2008/2009 grał w ADO'20, w którym zakończył karierę.